# The Promise (canção de Girls Aloud)
"The Promise" (em português: "A Promessa") é o título do 19° single do grupo pop britânico Girls Aloud, e o primeiro single do seu quinto álbum álbum de estúdio, Out of Control. O single foi lançado em formato de download em 19 de outubro de 2008 e o single físico um dia depois, 20 de outubro, pela gravadora Fascination Records. Em 26 de outubro o single tornou-se o quarto do grupo a atingir o topo da parada britânica.

## Lançamento e recepção
"The Promise" foi ao ar pela primeira vez no programa Switch da "BBC Radio 1" em 14 de Setembro de 2008. Originalmente programada para ser lançada em 27 de outubro de 2008, a música teve seu lançamento inexplicavelmente antecipado em uma semana. "The Promise" também foi remixada por Dave Aude e Jason Nevins. A versão da música que foi lançada no álbum do grupo, Out of Control, tem cerca de quinze segundos a mais que a versão conhecida até então, com uma introdução um pouco maior, e um final alternativo.
Em 25 de setembro de 2008, as Girls Aloud fizeram sua primeira apresentação ao vivo com a música, no programa "Live Lounge" da rádio "BBC Radio 1". O programa foi gravado na casa da apresentadora do programa, Jo Whiley, e as garotas também fizeram um cover da música "Apologize", do OneRepublic e Timbaland. Nadine não esteve presente, as garotas alegaram que ela estava doente, e ficou em Los Angeles, onde mora.
A canção possui uma notável influência dos anos 60. Ela foi definida como "uma música mais interessante do que o normal das músicas retrôs". Também recebeu comparações com o single anterior do grupo, "Can't Speak French". O "Digital Spy"  classificou-a como "realmente muito boa - uma gracinha, uma saudosa canção pop", e acrescentou que " as Girls Aloud ainda estão muito em forma". O The Guardian, porém, se referiu à música como "decepcionante" porque "os produtores das Girls Aloud são capazes de fazer emocionantes e inovadoras músicas pop".

## Videoclipe
As filmagens do vídeo de "The Promise" começaram em 15 de setembro de 2008. O clipe foi ao ar pela primeira vez no site da AOL em 25 de setembro de 2008. O vídeo foi filmado por Trudy Bellinger para a "Mescla @ Crossroads Films", e produzido pela Golden Square. Eles tinham pouco mais de três dias para produzir um drive-in em um estúdio de filmagem usando cinco carros. As Girls Aloud também disseram que escolheram quem seriam os atores que participariam do vídeo.
No vídeo da música, as Girls Aloud estão em um drive-in de cinema inspirado nos dos anos 50. Na tela é reproduzido em preto e branco uma apresentação de "The Promise", onde elas estão com vestidos repletos de grandes lantejoulas. Elas cantam com uma banda atrás, imitando grupos como The Supremes.
Entretanto, no drive-in, os outros homens que assistem o filme em outros carros se distraem com as Girls Aloud. Sarah sai do carro e caminha em frente à tela, cantando o verso "Here I am… walking Primrose", enquanto as outras garotas riem e Kimberley buzina para Sarah. O filme da tela treme e pisca para caracterizar um filme de época.

## Lista de faixas
UK CD (Fascination)
1. "The Promise" (Radio Edit) - 3:43
2. "She" - 3:23

UK 7" (Fascination)
1. "The Promise" (Radio Edit) - 3:43
2. "Girl Overboard" (Live at O2 Arena) - 4:29

Download exclusivo no iTunes
1. "The Promise" (Radio Edit) - 3:43
2. "The Promise" (Jason Nevins Remix) - 6:49

## Versões
Essas são as versões oficiais e remixes realizados em suas respectivas faixas:
| Versão                          | Onde foi lançado             |
| ------------------------------- | ---------------------------- |
| Versão do álbum                 | Out of Control               |
| Edição de Rádio                 | "The Promise" single         |
| Remix de Jason Nevins           | download exclusivo no iTunes |
| Dub Mix de Jason Nevins         | "The Promise" club promo     |
| Edição de Rádio de Jason Nevins | "The Promise" club promo     |
| Club Mix de Dave Audé           | "The Promise" club promo     |
| Dub Mix de Dave Audé            | "The Promise" club promo     |
| Edição de Rádio de Dave Audé    | "The Promise" club promo     |
| Remix de Flip & Fill            | Clubland 14                  |

## Desempenho nas paradas
"The Promise" estreou no UK Singles Chart em 26 de outubro de 2008 em primeiro lugar, conseguindo bater o hit da cantora Pink, "So What" desde o início da semana, tendo quase o tempo todo o dobro das vendas dela. Só na primeira semana, o single vendeu impressionantes 77.110 cópias, tornando-se o single mais vendido em sua semana de estreia em 2008, até então, recorde batido uma semana depois, pelos finalistas do programa "The X Factor", com uma regravação da canção "Hero", de Mariah Carey, deixando "The Promise" com o segundo lugar. Na terceira semana, a música caiu para o terceiro lugar, ainda com boas vendas, ficou à frente de artistas populares como Leona Lewis (com a canção "Forgive Me") e Britney Spears (com "Womanizer"). Na Irlanda, a canção estreou em quarto lugar, sua primeira vez no top 4 desde "I'll Stand by You". Uma semana depois, a canção subiu para o segundo lugar, atrás apenas de "Hero".
Já no Brasil, lugar onde o grupo não tinha estreado nenhuma música até então, "The Promise" entrou no Top 30 Dance Club Play (parada de canções que tocam em clubes, casa noturnas e rádios de música dance) na 28ª posição, subindo para o 24º lugar na semana seguinte.[carece de fontes?]

### Posição nas paradas
| Paradas (2008)                  | Posição |
| ------------------------------- | ------- |
| Brasil - Top 30 Dance Club Play | 21      |
| Bulgária - Top 40               | 39      |
| Reino Unido - UK Singles Chart  | 1       |
| Croácia                         | 3       |
| Irlanda                         | 2       |
| Europa - Hot 100 Singles        | 8       |
| Mundo - United World Chart      | 27      |